# Calycopis gottschalki
Calycopis gottschalki är en fjärilsart som beskrevs av Clark 1938. Calycopis gottschalki ingår i släktet Calycopis och familjen juvelvingar. Inga underarter finns listade i Catalogue of Life.